# Indianola Park
Indianola Park est un ancien parc d'attractions qui était situé à Columbus, dans l'Ohio de 1905 à 1937.
Le parc a été créé par Charles Miles et Frederick Ingersoll, il a connu son pic de popularité dans les années 1910. Dans les années 1920, le parc est racheté par de nouveaux propriétaires qui le rénove mais c'est la Grande Dépression qui a raison du parc et qui entraîne sa fermeture en 1937.
Actuellement, le terrain, qui s'étend de la 18e avenue jusqu'à l'avenue Norwich est occupé par l'ancienne Indianola Junior High School et le centre commercial Indianola, qui est détenue par Xenos Christian Fellowship.

## Histoire

### Création

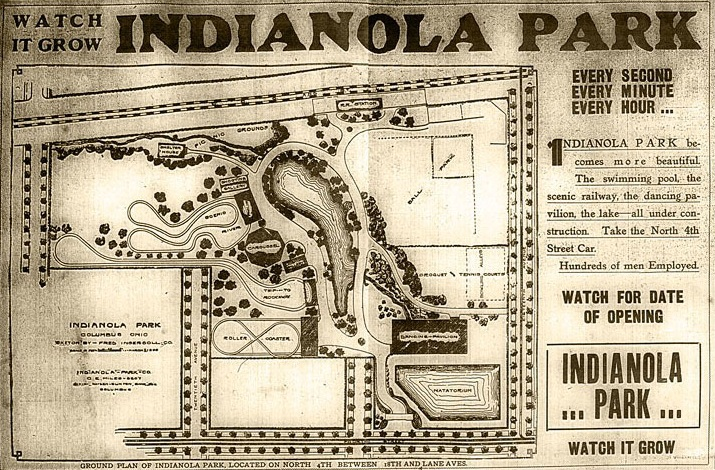
Publicité présentant Indianola Park dans l'Ohio State Journal, le 14 avril 1905.

Indianola Park a été créé par un dentiste devenu entrepreneur ; Charles Miles, qui était président de la Summit Land Company. Il a développé des quartiers résidentiels sur d'anciennes terres agricoles de l'Université d'État de l'Ohio. Miles s'inspira du succès du Luna Park de Coney Island pour rendre son projet attractif auprès des acheteurs. Le parc a été conçu par Frederick Ingersoll, qui a également conçu les Luna Park de Pittsburgh et Cleveland. Indianola Park a ouvert ses portes au public le 8 juin 1905.
Dans sa configuration d'origine, le parc comptait une salle de bal, une très grande piscine, des montagnes russes, un carrousel, un chemin de fer panoramique, un kiosque à musique, un restaurant, des stands de concession, une aire de pique-nique et plusieurs terrains de sport, tels que des courts de tennis, un terrain de football et un terrain de baseball.
En 1908, un théâtre a été ajouté. De nombreux événements et manifestations étaient organisées comme des départs en montgolfière, du cinéma en plein air, des événements sportifs, des concours de beauté de nourrissons et d'énormes feux d'artifice extravagants.
Un an plus tard, le parc a subi d'importantes rénovations et ajouts. Le parc a été élargi, ce qui a permis l'ajout d'un Shoot the Chute, des montagnes russes Blue Streak et de la funhouse "Laundry humain". Les cinq années suivantes, le parc a accueilli les matchs de l'équipe de football Columbus.
Indianola jouit d'une popularité importante dans les années 1910. Le parc est très fréquenté, aussi bien en été qu'en hiver.

### Rénovation

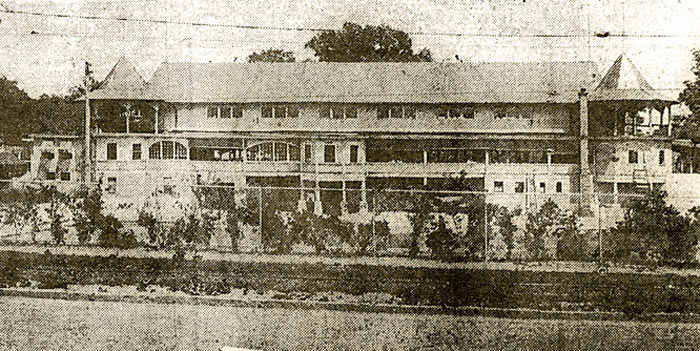
Le pavillon de danse en 1926.

En 1923, le parc subi un changement de direction. Les nouveaux propriétaires investissent des milliers de dollars dans la rénovation. Pendant des semaines avant le jour d'ouverture, des publicités annoncent "A Greater Indianola" (Un Indianola encore meilleur). Le pavillon de danse est rénové pour l'ère du Jazz, les réparations ont été faites à la piscine et les vestiaires ont été élargies. De nouvelles attractions sont également ajoutées, comme un parcours de montagnes russes appelé Thriller, un Flying Scooters, un Caterpillar, le Joyplane et Custer Cars, une première version des autos tamponneuses modernes.
Indianola est également devenu beaucoup plus agressif dans la publicité et les promotions, visant à créer «un parc propre et ordonnée pour les gens propres et ordonnées". Le parc a baissé progressivement ses représentations théâtrales et ses concerts. L'orchestre du pavillon de danse a été remplacé par des groupes de Jazz indépendants.
Le parc continue de bien fonctionner dans les années 1920. Cependant, en 1927, le parc vend une partie de son terrain au Columbus City Schools pour la construction d'une nouvelle école, Indianola Junior High School, qui a ouvert en 1929.

### Fermeture et reconversion
Toujours ouvert dans les années 1930, le parc résiste difficilement à la Grande Dépression. Les visiteurs n'ont plus d'argent à consacrer à leurs loisirs. Le parc sort tout de même son épingle du jeu en été grâce à sa piscine. Malgré tout, le parc ne résiste pas et est contraint de fermer ses portes définitivement en 1937.
En 1948, Indianola Park a été transformé en Indianola Park Shopping Centre et la piscine a été remplie pour la création d'un parking. L'ancien pavillon de danse est devenue un marché géant de l'Ohio et une dizaine d'autres magasins et restaurants ont été construits autour de ce périmètre en 1952.
En 2006, Xenos Christian Fellowship achete Indianola Park Shopping Center, juste avant la fermeture de l'Indianola Junior High School, en 2010.

## Galerie

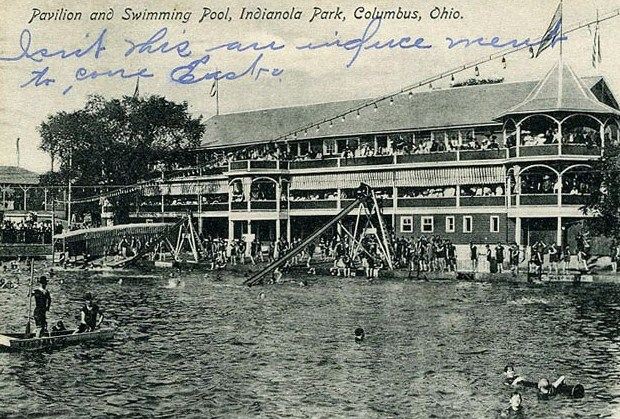
La piscine et le pavillon de danse
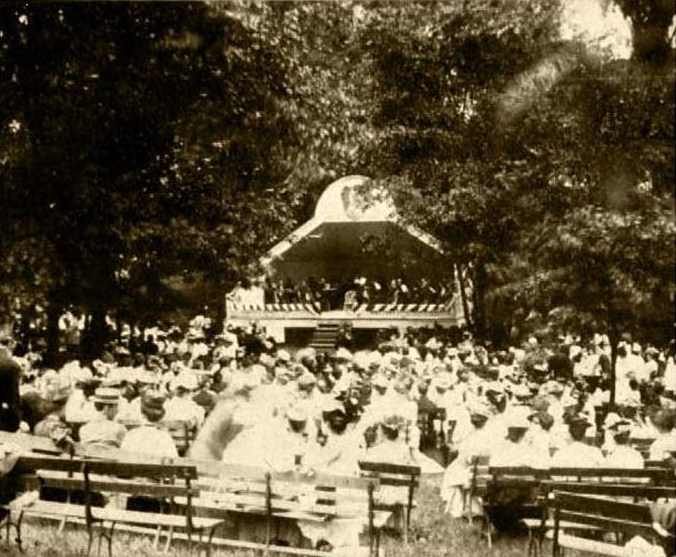
Concert en plein air
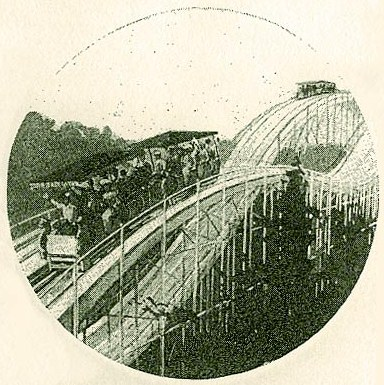
Montagnes russes en bois
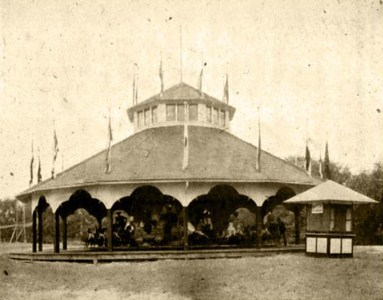
Le Carrousel du parc
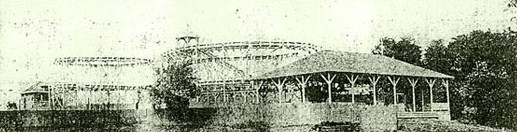
Montagnes russes Figure 8
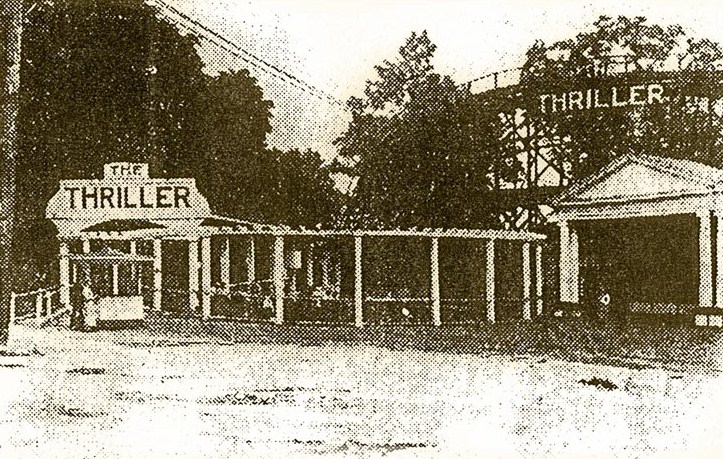
Montagnes russes Thriller
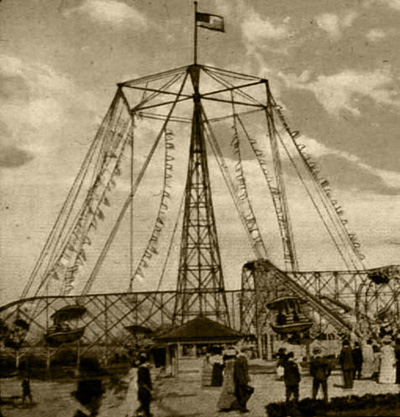
Le Seaplane Swing
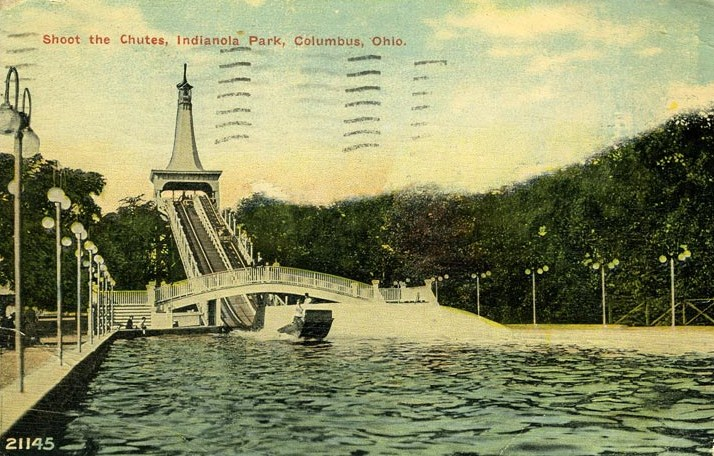
Shoot the Chute